# Operacja lwowsko-sandomierska
Operacja lwowsko-sandomierska – operacja zaczepna wojsk radzieckich przeciwko wojskom niemieckim i węgierskim, przeprowadzona w dniach od 13 lipca do 29 sierpnia 1944 roku. Skutkiem operacji było zajęcie przez wojska radzieckie południowo-wschodniej Polski.

## Przygotowania do operacji
Przed 13 lipca linia frontu na zachodniej Ukrainie zatrzymała się wzdłuż linii Kowel-Tarnopol-Kołomyja. Po stronie niemieckiej zbudowano 2 linie obrony. W okresie od kwietnia do czerwca 1944 strona radziecka na swoim zapleczu remontowała drogi i linie kolejowe, budowała mosty, podciągała zaopatrzenie, uzupełniano braki w ludziach i sprzęcie.
Plan operacji przewidywał dwa uderzenia: 13 Armia i 3 Gwardyjska Armia Pancerna miała uderzyć z południowego Wołynia w kierunku południowym na Rawę Ruską, natomiast 38 i 60 Armia z kierunku Tarnopola na Lwów. Po przerwaniu frontu, w wyłom miały uderzyć dywizje pancerne i zmechanizowane, okrążając wojska niemieckie w rejonie Brodów. Plan ten został zatwierdzony przez dowództwo 1 Frontu Ukraińskiego w dniu 10 lipca.

## Przebieg operacji
Zgodnie z planem wojska 1 Frontu Ukraińskiego rozpoczęły operację po przygotowaniu artyleryjskim w dniu 13 lipca. Na odcinku północnym 13 Armia i 3 Gwardyjska Armia Pancerna przesunęły linię frontu o 20 km, natomiast na kierunku wschodnim wojska radzieckie napotkały na kontruderzenie niemieckie.
16 lipca marszałek Koniew wprowadził do walki 3 Dywizję Gwardyjską, a następnie 4 Armię Pancerną. 17 i 18 lipca kontratakowali Niemcy wraz z ukraińskimi ochotnikami z 14 Dywizji Grenadierów SS, jednak 19 lipca ponieśli klęskę pod Brodami, utraciwszy 38 tysięcy zabitych i 17 tysięcy wziętych do niewoli.
Po zwycięstwie pod Brodami natarcie skierowało się w kierunku Lwowa i Przemyśla. 24 lipca wojska radzieckie sforsowały San koło Leżajska. 1 Dywizja Gwardyjska skierowała się na północ, pomagając wojskom 1 Frontu Białoruskiego zdobyć 22 lipca Lublin.
W Małopolsce wschodniej 24 lipca został zdobyty Halicz, a 27 lipca - Lwów, Stanisławów i Przemyśl.
W związku z ofensywą Niemcy rozpoczęli umacnianie linii Wisły, w odpowiedzi na to dowództwo radzieckie utworzyło 4 Front Ukraiński (w składzie 18 Armii, 1 Armii Gwardyjskiej i 8 Armii Lotniczej), w celu jej przełamania.

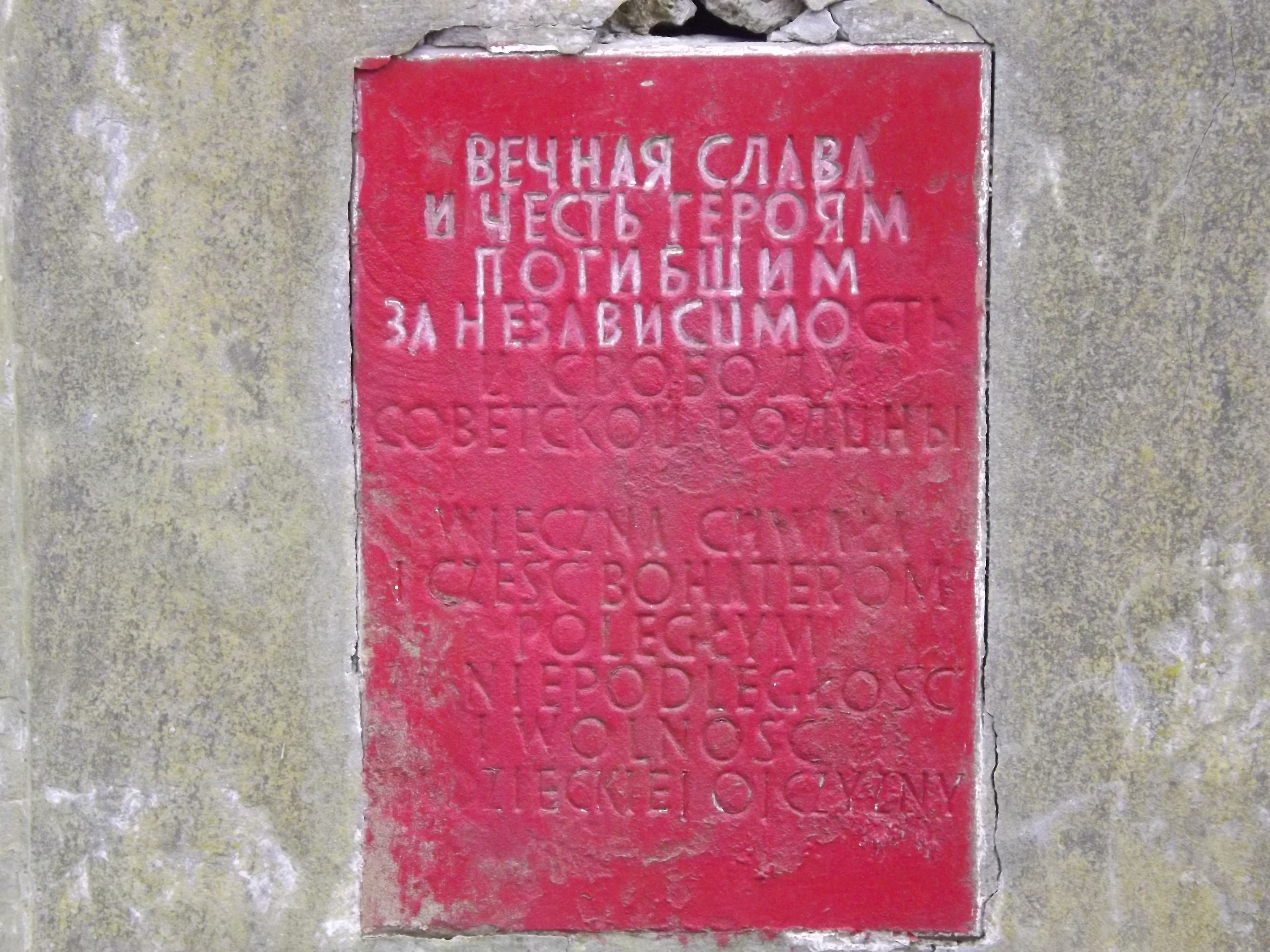
Tablica na pomniku w Dobrowie upamiętniająca poległych żołnierzy Armii Czerwonej w walkach o przyczółek baranowsko-sandomierski będący ostatnim etapem operacji lwowsko-sandomierskiej

29 lipca 1 Armia Gwardyjska rozbiła zgrupowanie niemieckie w rejonie Annopola, ale wskutek kontrataku zmuszona była się wycofać. Natomiast 1 Armii Pancernej i 13 Armii udało się uchwycić przyczółki za Wisłą. 31 lipca niemiecka 17 Armia kontratakowała w kierunku Majdanu, ale natarcie udało się zatrzymać. 3 sierpnia Niemcy podjęli kolejne natarcie, w kierunku Baranowa. Zostało ono rozbite przez pozostającą w rezerwie radziecką 5 Armię Gwardyjską. 11 sierpnia z kolei Niemcy atakowali w kierunku Staszowa, dokonując wyłomu głębokości 8-10 km. 13 sierpnia Niemcy zaatakowali w kierunku Stopnicy. Właśnie tutaj pierwszy raz zostały użyte czołgi Panzerkampfwagen VI B Königstiger, jednak użycie nowego rodzaju broni nie było udane - Niemcy stracili 12 czołgów, w tym 3 zostały zdobyte przez żołnierzy radzieckich.
14 sierpnia wojska radzieckie otoczyły i zdobyły Sandomierz. 
Dowództwo niemieckie przygotowało nowy plan - otoczenie i zniszczenie wojsk radzieckich w rejonie Łagowa. Po ciężkich walkach jednostkom niemieckim udało się uchwycić pasmo wzgórz na północny zachód od Opatowa, i przerwać obronę radzieckiej 13 Armii na odcinku 6-7 km. W wyniku kontrataku trzech radzieckich armii większość sił niemieckich została otoczona i zniszczona. Na tym zakończyły się niemieckie próby wypchnięcia wojsk radzieckich z przyczółka zwanego baranowsko-sandomierskim.
Wojska radzieckiego lewego skrzydła w składzie 60 i 38 Armii próbowały rozwinąć natarcie na zachód, ale nie osiągnęły większych sukcesów. 23 sierpnia wojska 60 Armii i 5 Armii Gwardyjskiej zdobyły Dębicę.
29 sierpnia wojska 1 Frontu Ukraińskiego przeszły do obrony.
Drugim kierunkiem operacji był atak na południe, w kierunku Karpat, wojsk 4 Frontu Ukraińskiego. Z powodu trudnego terenu oraz silnych umocnień tempo radzieckiego ataku było tutaj dość wolne: 5 sierpnia wojska 1 Armii Gwardyjskiej zdobyły Stryj, a 6 sierpnia Drohobycz. 15 sierpnia wstrzymano natarcie. Kolejną operacją na tym froncie miała być operacja wschodniokarpacka.